# Le Dernier Sorcier

Le Dernier Sorcier est un opéra de chambre en deux actes, composé par Pauline Viardot d'après un livret en français d'Ivan Tourgueniev. Il est créé en privé le 20 septembre 1867 à la Villa Tourgueniev à Baden-Baden et en public au théâtre de la Cour de Weimar le 8 avril 1869 (en traduction allemande sous le nom de Der letzte Zauberer). Cet opéra met en scène Krakamiche, un vieux sorcier autrefois puissant dont la présence dans les bois bouleverse les elfes qui l'habitent, et de l'intrigue amoureuse entre Stella, fille du sorcier, et du prince Lelio, qui se marient grâce à l'intervention de la Reine des Elfes.

## Contexte et première représentation

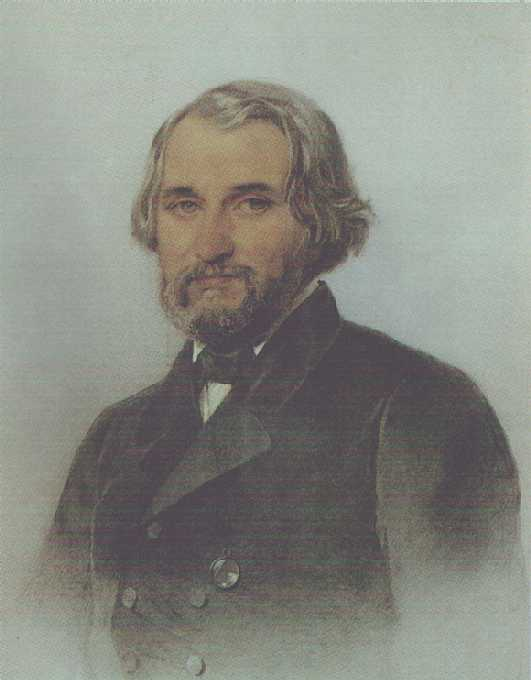
Ivan Tourgueniev en 1857

Au milieu des années 1860, Pauline Viardot, cantatrice mezzo-soprano, ne donne plus de concert et s'est retirée dans la Villa Viardot, à Baden-Baden. Elle se concentre alors sur l'enseignement de la musique. Bien que mariée, Viardot entretient une amitié intime avec Ivan Tourgueniev qu'elle rencontra pour la première fois en chantant à Saint-Pétersbourg en 1843. La relation se poursuivit au fil des ans, Tourgueniev faisant de longs séjours à Paris, vivant toujours près de Viardot et de son mari, Louis .  Lorsque les Viardot se rendirent à Baden-Baden en 1863, Tourgueniev les suivit peu de temps après et fit construire sa propre villa à côté de la leur. C'est à Baden-Baden que Viardot et Tourgueniev écrivent trois opéras destinés à être interprétés par les élèves de Viardot : Trop de femmes, Le Dernier Sorcier et L'ogre.
Selon le spécialiste de Tourgueniev Nicholas Žekulin, Le Dernier Sorcier était déjà mentionné dans une correspondance en 1859, mais ne semble pas avoir été joué jusqu'à ce qu'il soit révisé pour Baden-Baden. La première représentation de l'opéra eut lieu le 20 septembre 1867, à la Villa Tourgueniev, achevée mais encore inoccupée, où avait également eu lieu la première représentation de Trop de femmes . L'ami de Tourgueniev, Louis Pomey, incarne Krakamiche pour les premières représentations. Le rôle a été joué par Tourgueniev pour un gala le 20 octobre. Marie Hasselmans joue Stella. La fille de Viardot, Louise Héritte-Viardot interprète le rôle de Lelio. Les autres enfants de Viardot participent : Claudie joue la reine, Marianne joue Verveine et Paul, Perlimpinpin (la plupart des rôles étaient parlés). Viardot accompagne au piano, seul instrument de la partition originale. Le public était composé d'invités qui appartenaient principalement au cercle de Viardot. Ils comprenaient Giulia Grisi, Clara Schumann, Charles Wilfrid de Bériot, Hermann Levi, et les chanteuses Marianne Lüdecke (de) et Albertina Ferlesi. Pierre-Jules Hetzel (qui fait la critique de la production de Trop de femmes pour le Journal des débats, 13 septembre 1867), quelques hommes politiques, et l'impératrice allemande Augusta de Saxe-Weimar-Eisenach sont aussi présents. L'enthousiasme de l'impératrice l'a non seulement conduite à amener l'empereur Guillaume Ier pour une représentation ultérieure, mais l'incite à assurer une représentation spéciale du commandement royal le 17 octobre pour célébrer l'anniversaire du prince héritier, Friedrich Wilhelm.

## Historique des représentations ultérieures

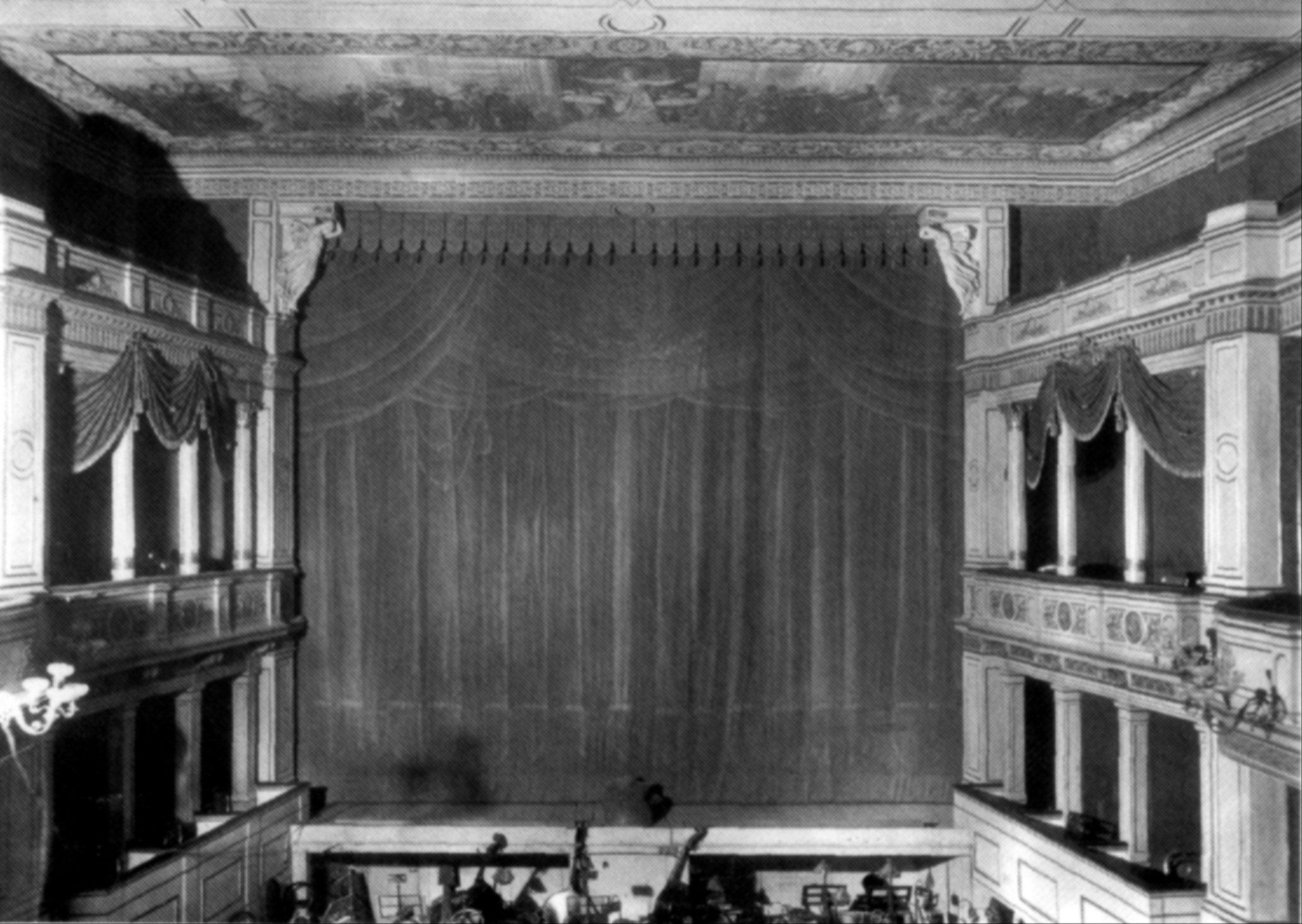
Intérieur du théâtre de la cour de Weimar, où Le Dernier Sorcier a eu sa première représentation publique le 8 avril 1869

Après une deuxième saison d'opérettes privées de Viardot et Tourgueniev, qui comprenait la première représentation de L'ogre, leur bonne réputation conduit à produire en public Le Dernier Sorcier. Avec l'aide de Franz Liszt, sa première représentation publique professionnelle est organisée pour le Weimar Court Theatre, où elle a été créée le 8 avril 1869 et a été répétée le 11 avril. Pour ces représentations, le livret est traduit en allemand par Richard Pohl et la partition est arrangée pour un orchestre complet par Eduard Lassen. Les critiques de Der letzte Zauberer (titre allemand de l'opéra) étaient mitigés. Selon Žekulin, cela peut être dû à la traduction allemande de qualité moyenne et à l'arrangement pour un orchestre symphonique complet qui gâtèrent une pièce destinée à être un opéra de chambre. Néanmoins, des représentations ultérieures de la version allemande eurent lieu à Karlsruhe (28 janvier et 1er février 1870) et à Riga la même année dans le cadre d'un spectacle-bénéfice pour Louise Mayer, qui avait été l'élève de Viardot à Baden-Baden. 
Dans sa villa, Viardot aménage un petit théâtre (capacité de trente personnes), inauguré le 13 août 1869, avec une représentation gala du Dernier Sorcier. Brahms, alors présent, revient diriger la représentation du 23 août,. La musique y est jouée dans une orchestration de chambre : piano, quatuor à cordes, harpe et percussion. Après le déclenchement de la guerre franco-prussienne en juillet 1870, la famille Viardot quitte Baden-Baden pour Londres où elle reste jusqu'en 1871, Le Dernier Sorcier y reçut une représentation privée.
Cette œuvre est oubliée jusqu'en janvier 2005, lorsque l'Université de Calgary a organisé sa première nord-américaine en interprétant une version traduite en anglais par Žekulin et la version de la partition pour orchestre de chambre qui avait été utilisée lors du gala de 1869 au Théâtre du Thiergarten, que Žekulin reconstitue à partir des articles de Viardot à l'Université de Harvard. En 2010 (centenaire de la mort de Viardot), est mis en scène  en juillet (à partir de la version 2005 de la partition de Žekulin) au couvent des Minimes à Pourrières.

## Rôles
| Rôles                                       | Type de voix | Première distribution, 20 septembre 1867 |
| ------------------------------------------- | ------------ | ---------------------------------------- |
| Krakamiche, vieux sorcier                   | baryton      | Louis Pomey                              |
| Stella, sa fille                            | soprano      | Marie Hasselmans                         |
| Perlimpinpin, vieux serviteur de Krakamiche | parlé        | Paul Viardot                             |
| Le Prince Lélio                             | contralto ?  | Louise Héritte Viardot                   |
| La Reine des elfes                          | parlé        | Claudie Viardot                          |
| Verveine, une elfe                          | parlé        | Marianne Viardot                         |
| chœur des elfes                             |              |                                          |

## Argument

### Contexte
L'action se déroule dans les forêts d'un pays lointain, où vit Krakamiche. Quand il était jeune, c'était un puissant sorcier vivant dans un beau palais magique, ayant un serviteur fort. Mais le temps diminue son pouvoir de sorte que le palais est maintenant une hutte, le serviteur vieux, et Krakamiche ne peut utiliser sa baguette qu'avec beaucoup d'efforts pour faire apparaître son pain quotidien. Il vit avec sa fille, Stella.
Dans la même forêt vivent des elfes, gouvernés par une reine, qui sont tous les ennemis de Krakamiche. Dans sa jeunesse, Krakamiche expropria des terres dans la forêt ; les elfes étaient incapables de le combattre en raison de son pouvoir. Mais dans sa vieillesse, ils le harcèlent et l'agacent. A proximité habite le Prince Lelio, fils de roi, qui chasse souvent dans la forêt. Il est tombé amoureux de Stella et veut l'épouser, bien qu'il ne connaisse pas son identité.
La scène est dans la hutte de Krakamiche. 

### Premier acte
Le rideau se lève sur la hutte de Krakamiche, où les elfes le taquinent (Par ici, par ici !). Ils versent de l'eau sur sa cheminée et rient de sa détresse. Avec la reine, ils envisagent de se déguiser en habitants de Cochinchine et d'inciter Krakamiche à prendre de l'herbe magique qui l'amènera à croire au rétablissement de sa jeunesse. Ils sortent à l'entrée du prince Lelio qui se languit de Stella (Dans le bois frais et sombre). La reine apparaît et passe un marché avec Lelio : en échange de son obéissance à ses ordres, elle lui donne une fleur magique qui lui permet de disparaître. Le charme n'opère que la nuit (Ramasse cette rose). Ils sortent.
Krakamiche revient, gémit sur son sort (Ah la sotte existence) et chante un duo comique avec son serviteur Perlimpinpin (Eh bien !), le serviteur est chassé de la maison et Krakamiche part. Stella entre et célèbre la pluie en chantant (Chanson de la pluie ou Coulez, gouttes fines). La reine revient et parle à Stella de sa rencontre imminente avec Lelio (Sur les yeux de ton père). Perlimpinpin entre, révélant sa vieillesse (Chanson de Perlimpinpin ou Quand j'étais un géant). Une délégation d'habitants de la Cochinchine (les elfes déguisés) se fait entendre approcher et Krakamiche les reçoit (Messieurs les sénateurs !). Après l'accueil, il a hâte de goûter l'herbe magique, mais la farce est révélée, et il finit par être tourmenté par les elfes et entraîné dans une valse sauvage (Ronde des Lutins ou Tourne, tourne comme un tonton). La reine et les lutins célèbrent la victoire et s'en vont (Ronde des elfes ou Compagnes ailées).

### Acte 2
Lelio a hâte d'utiliser la fleur magique pour approcher Stella (Stornello ou Pourrais-je jamais aimer une autre femme?). Il se retire en entendant que Krakamiche et Stella approchent. Krakamiche porte un livre de sorts de Merlin et cherche l'incantation qui empêchera le pouvoir de la reine de l'affecter. Stella travaille son rouet. Un duo s'ensuit dans lequel Krakamiche désire la richesse et cherche à se venger de ses bourreaux, alors que Stella ne veut qu'un foyer heureux et un cœur chaleureux (Si tu ne sais pas). Alors que Krakamiche cherche l'incantation, Stella chante une chanson, mais entend Lelio chanter le troisième couplet (Quand vient la saison fleurie). Lelio entre en utilisant la fleur magique. Lui et Stella chantent l'un pour l'autre (C'est moi, ne craignez rien), mais Krakamiche ne peut le voir. Lelio s'agenouille devant Stella, mais laisse tomber la fleur. Il en devient visible pour Krakamiche, qui pense que c'est son propre pouvoir qui a fait apparaître le prince, et qui est furieux. Il lance un sort pour invoquer un monstre qui anéantira le prince (Louppola, Schibbola, Trix). Mais au lieu d'un monstre, le sort produit une chèvre et Krakamiche s'évanouit d'épuisement. Alors que Stella et Lelio se précipitent pour l'aider, la reine apparaît. Afin d'aider le jeune couple, Krakamiche cède et consent au mariage de sa fille et promet de quitter la forêt, pour vivre avec sa fille et son gendre dans le château de ce dernier. Dans un quatuor sans accompagnement, Krakamiche, Stella, Lelio et Perlimpinpin chantent leur avenir (Adieu témoins de ma misère!). Ils partent et la reine agite sa baguette, faisant disparaître la hutte de Krakamiche tandis que les elfes se réjouissent du retour de leur forêt (Salut ! Salut ! Ô forêt bien aimée !).

## Enregistrement
- 2019 : Le Dernier Sorcier, Eric Owens, Jamie Barton, Camille Zamora, Adriana Zabala, Michael Slattery, Sarah Brailey ; Manhattan Girls Chorus, Michelle Oesterle (chef d'orchestre); pianos : Liana Pailodze Harron, Myra Huang ; narrateur : Trudie Styler (Bridge, chat : 9515)[12].